# ミチシルベ (アルバム)
『ミチシルベ』は、日本の女性ポップシンガー・横山ルリカのアルバム。
2016年11月30日にCJビクターエンタテインメントからリリースした、通算2枚目のスタジオ・アルバム。全12曲収録。

## 背景・制作
前作『ラピスラズリ』から約2年8ヵ月ぶりのリリース。
表題曲｢ミチシルベ｣ / 作詞
新録のタイトルトラック「ミチシルベ」は、自身が作詞したリード曲に指定されている。これまで作詞したシングル・アルバム作品を通して、初めて表題曲を担当した。自身は『伝えたいテーマをタイトルにした』『壮大な曲をイメージした』と説明している。
更に『自分にとって壮大だったアイドリング!!!時代の9年で感じた事を、感謝の気持ちも込めて書いた。無駄な事はひとつも無く、積み重ねた日々が自分の未来を創っていく。それが"道しるべ"となって、導いてくれている今を伝えたかった』と語っている。
また、エピローグ曲「いつかまた会えるその日まで」にも提供。アイドリング!!!の定番エピローグ曲だった「さよなら・またね・だいすき」のような雰囲気を取り入れ、『ライブ終盤の構成を意識した』と明かしている。両曲とも3rdシングル「メガラバ」や1stアルバムなどで縁のあったソングライター・原田アツシと共作した。ほか、4thシングルで作詞したc/w「初めての恋」を収録。
新録曲
新録「ユメイロ」「Corona」の2曲は、ソングライター・白戸佑輔が提供した。キャッチーでファンタジックな要素があり、4thシングル「瞬間Diamond」の感覚に近いと明かしている。ほか、「Precious Love」はラブ・バラード曲。「旅の途中」はソングライター・中村僚（ZAZA所属)が提供し『横山ルリカ自身のカラーをイメージして書いた』と説明。新録曲全般について『ファルセットが入る曲が多く難しい部分もあったが、歌手としてのポテンシャルを広げられた』と感想した。

## リリース
アルバムは、初回限定盤、通常盤の2形態でリリース。初回限定盤にはDVDのほか、フォトブックの封入特典が付属するBOX仕様となっている。
特典企画
初回限定盤に付与した特典企画を、それぞれ実施している。
- ビクターエンタテインメント・オンラインショップ期間限定購入者に抽選で、年末に開催する「横山ルリカ〜X'masスペシャルライブ〜」に招待[12]。
- タワーレコード・オンラインショップ先着予約者および当日会場先着購入者を、発売日前日に開催する「リリース前夜祭スペシャルライブ」に招待[13]。
- フジテレビe!ショップ期間限定予約者に、直筆サイン入りB2ポスターを進呈[14]。

## プロモーション
楽曲のプロモーションで、以下のメディアに出演した。
テレビ番組
- めざましテレビ (2016年11月11日・12月1日、フジテレビ系) - MVオンエアほか
- エムオン!ヒッツ (2016年11月27日、MUSIC ON! TV) - MVオンエア
- アイドルヒッツ (2016年11月30日、SPACE SHOWER TV Plus)
- ミュージック☆エクスプレス (2016年12月9日/11日、Music Japan TV/テレビ埼玉)
- アイドルお宝くじ (2016年2月3日/4日、テレビ朝日/BS朝日)

ラジオ番組
- GOOD MORNING OSAKA (2016年12月1日、FM OSAKA)
- 高岡美樹のべっぴんラジオ (2016年12月1日、ラジオ大阪)
- The Nutty Radio Show おに魂 (2016年12月14日、NACK5)

主催イベント
発売を記念したインストアイベントを、下記の日時・場所で実施した。
- 2016年10月29日 SHIBUYA TSUTAYA
- 2016年11月5日 渋谷ファーストタワー
- 2016年11月6日 タワーレコード渋谷店
- 2016年11月19日 新星堂サンシャインシティ・アルタ店
- 2016年11月26日 HMVエソラ池袋店

## ミュージック・ビデオ
リリースに先行して、ビクターエンタテインメントのYouTubeチャンネルで、リード曲「ミチシルベ」のショートバージョンが公開された。フルバージョンは初回限定盤のDVDに収録されている。
歴代MVで初めてドローンを使用して撮影し、上空からの映像を演出している。

## ライブ・パフォーマンス
発売記念イベントも兼ねたミニライブを、下記の日時・場所で実施した。
『ミチシルベ』発売記念イベント ミニライブ
- 2016年11月20日 タワーレコード福岡パルコ店
- 2016年11月27日 タワーレコード名古屋近鉄パッセ店
- 2016年11月30日 お台場ヴィーナスフォート
- 2016年12月1日 タワーレコード梅田NU茶屋町店
- 2016年12月3日 東京ドームシティ ラクーアガーデンステージ
- 2016年12月4日 イオンモール幕張新都心

ライブイベント・客演
以下の音楽イベント等で、楽曲をライブ披露している。
- 2ndアルバム『ミチシルベ』リリース前夜祭スペシャルライブ (2016年11月29日、ヤマハ銀座スタジオ)
- YURICAL FES 2016 (2016年12月22日、渋谷WWW X)[22]
- リリース記念 クリスマス・スペシャルライブ (2016年12月25日、J-POP CAFE SHIBUYA)
- 『アイドルお宝くじ』公開収録ライブ (2016年1月7日、テレビ朝日アーク放送センター)

## メディアでの使用
収録曲は、これまでに以下のメディアで使用された。
「瞬間Diamond」
- テレビ東京系テレビアニメ『テンカイナイト』エンディング主題歌[23]

「七色のプリズム」
- 日本テレビ系『バズリズム』2015年5月度POWER PLAY[24]
- テレビ愛知『a-ha-N』2015年5月度POWER PLAY
- 南海放送『ヒ・ト・ミ目線』2015年5月度エンディングテーマ曲

「SHUT YOUR MOUTH!!!!!!」
- 日本テレビ『PON!』2015年11月度エンディングテーマ
- TOKYO MX『ディープJルーム』2015年12月度エンディングテーマ
- @FM『メガコンDJおねだりミュージック・アワー』2015年12月度マンスリーエンディングテーマ

## 収録トラック
| #         | タイトル                               | 作詞           | 作曲       | 編曲                                   | 時間  |
| --------- | -------------------------------------- | -------------- | ---------- | -------------------------------------- | ----- |
| 1.        | 「ミチシルベ」                         | 横山ルリカ     | 原田アツシ | 原田アツシ                             | 5:22  |
| 2.        | 「瞬間Diamond」(4thシングル)           | rihoco         | 石川陽泉   | 平賀伸明、木村篤史                     | 3:23  |
| 3.        | 「SHUT YOUR MOUTH!!!!!!」(6thシングル) | 前山田健一     | 前山田健一 | Initial Talk                           | 4:11  |
| 4.        | 「ユメイロ」                           | 白戸佑輔       | 白戸佑輔   | 白戸佑輔                               | 4:36  |
| 5.        | 「初めての恋」(4thシングルc/w)         | 横山ルリカ     | 平賀伸明   | 木村篤史                               | 4:03  |
| 6.        | 「Corona」                             | 白戸佑輔       | 白戸佑輔   | 白戸佑輔                               | 4:44  |
| 7.        | 「明日のために」(5thシングルc/w)       | 大濱徹         | 大濱徹     | 大濱徹、Alan de boo（丸田新）          | 4:50  |
| 8.        | 「七色のプリズム」(5thシングル)        | ワタナベハジメ | 石川陽泉   | 石川陽泉                               | 4:41  |
| 9.        | 「Precious Love」                      | S-KEY-A        | 石井健太郎 | 石井健太郎                             | 5:28  |
| 10.       | 「New day」(6thシングルc/w)            | S-KEY-A        | 石井健太郎 | 石井健太郎                             | 4:26  |
| 11.       | 「旅の途中」                           | 中村僚         | 中村僚     | 中村僚、木村篤史(ストリングスアレンジ) | 6:00  |
| 12.       | 「いつかまた会えるその日まで」         | 横山ルリカ     | 原田アツシ | 原田アツシ                             | 4:34  |
| 合計時間: | 合計時間:                              | 合計時間:      | 合計時間:  | 合計時間:                              | 56:23 |

| #  | タイトル                         | 作詞 | 作曲・編曲 |
| -- | -------------------------------- | ---- | ---------- |
| 1. | 「ミチシルベ」(Music Video)      |      |            |
| 2. | 「ミチシルベ」(Making)           |      |            |
| 3. | 「ルリカの休日〜アウトドア編〜」 |      |            |